# Napierśnik (zbroja)

Napierśnik

Napierśnik – element zbroi chroniący przednią część tułowia. Często występujący wespół z naplecznikiem (chroniącym plecy), tworząc z nim kirys. 
Napierśniki wykonywano z pojedynczego kawałka kutej profilowanej blachy, bądź łączono ze sobą szereg mniejszych płytek na skórzanej podstawie.